# Jake Deckard
Jake Deckard, pseudonimo di Jake Zorax (New York, 30 dicembre 1972), è un ex attore pornografico statunitense, che lavora in film pornografici gay.

## Biografia
Debutta nell'industria dei film pornografici nel 2005, dopo aver conosciuto due attori già affermati come Colton Ford e Ray Dragon che l'hanno consigliato. Firma un contratto di un anno con la Titan Media, debuttando nel film Wrong Side of the Tracks: Part One sotto la direzione del celebre regista Chi Chi LaRue, in seguito diviene modello esclusivo per i Raging Stallion Studios.
Nel giro di pochi anni diventa uno degli attori porno più apprezzati del settore, girando in soli tre anni oltre 20 film, aggiudicandosi il titolo di Raging Stallion Man of the Year 2007. Nel 2007 dirige il suo primo film porno, Roid Rage, che lo vede anche coinvolto in una scena hard con il porno attore Trey Casteel. Nel 2008 fonda una sua casa di produzione, la Screaming Eagle XXX, e termina il suo contratto con la Raging, ma continua ad avere rapporti di lavori con essa. Per la sua Screaming Eagle nel 2008 ha realizzato il film pornografico a tema sportivo Jock Itch, che vede tra gli attori, oltre lui, Logan McCree e Ricky Sinz.
Deckard si definisce versatile, esibendosi nei suoi film sia come attivo sia come passivo. Ha molti tatuaggi sparsi per il corpo, tra cui una bussola sulla spalla, un cuore sul bicipite e un ideogramma attorno all'ombelico. L'attore ha dichiarato che il nome d'arte Deckard direva dal personaggio interpretato da Harrison Ford in Blade Runner, a cui ha voluto rendere omaggio. Dopo aver frequentato un corso di un anno presso un istituto di New York, ha aperto un centro di massaggi nel quartiere Castro di San Francisco, specializzato in massaggi svedesi e shiatsu.
Deckard ha vinto 2 GayVN Awards 2008 come miglior attore e come miglior performance dell'anno, mai nessun pornodivo ha raggiunto tale risultato.

## Filmografia

### Attore

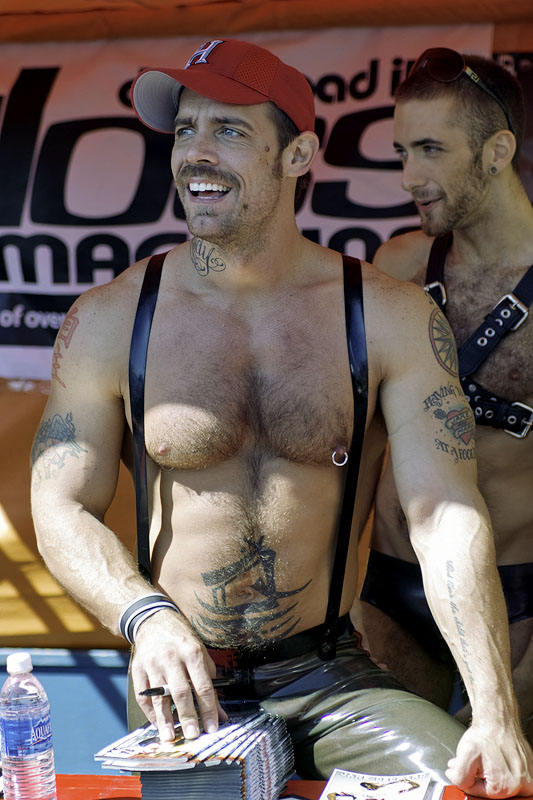
Jake Deckard nel 2007.

- Wrong Side of the Tracks: Part One (2005)
- Wrong Side of the Tracks: Part Two (2005)
- Big Muscle (2005)
- Big Blue in the Boiler Room (2005)
- Night Callers (2005)
- Spy Quest 2 (2006)
- Side Effects (2006)
- Hitch (2006)
- Arcade on Route 9 (2006)
- Omega: Centurion Muscle III (2006)
- Lords of the Jungle (2006)
- Roid Rage (2007)
- Erotikus (2007)
- Instinct (2007)
- Mirage (2007)
- Playback (2007)
- Ink Storm (2007)
- Grunts: Misconduct (2007)
- Grunts: Brothers in Arms (2007)
- Grunts: The New Recruits (2007)
- Jock Itch (2008)
- The 4th Floor (2008)
- To The Last Man: The Gathering Storm (2008)
- Jock Itch 2 - Balls to the Wall (2008)
- Sounding #2 (2008)
- Hairy Boyz 13 (2009)
- The Best of Jake Deckard, Volume 1 (2010)
- Cenuturion Muscle I, II, and III Special (2010)

### Regista
- Roid Rage (2007)
- Ink Storm (2007)
- Jock Itch (2008)
- Jock Itch 2 - Balls to the Wall (2008)

## Premi
- Raging Stallion Man of the Year 2007
- Adult Erotic Gay Video Award 2008 miglior performance dell'anno per Grunts: The New Recruits
- GayVN Award 2008 miglior performance dell'anno per Grunts: The New Recruits
- GayVN Award 2008 miglior attore per Grunts: The New Recruits
- XBIZ Award 2008 - GLBT Performer of the Year[5]
- Hard Choice Awards - miglior regista esordiente